# 薩洛蒙群島

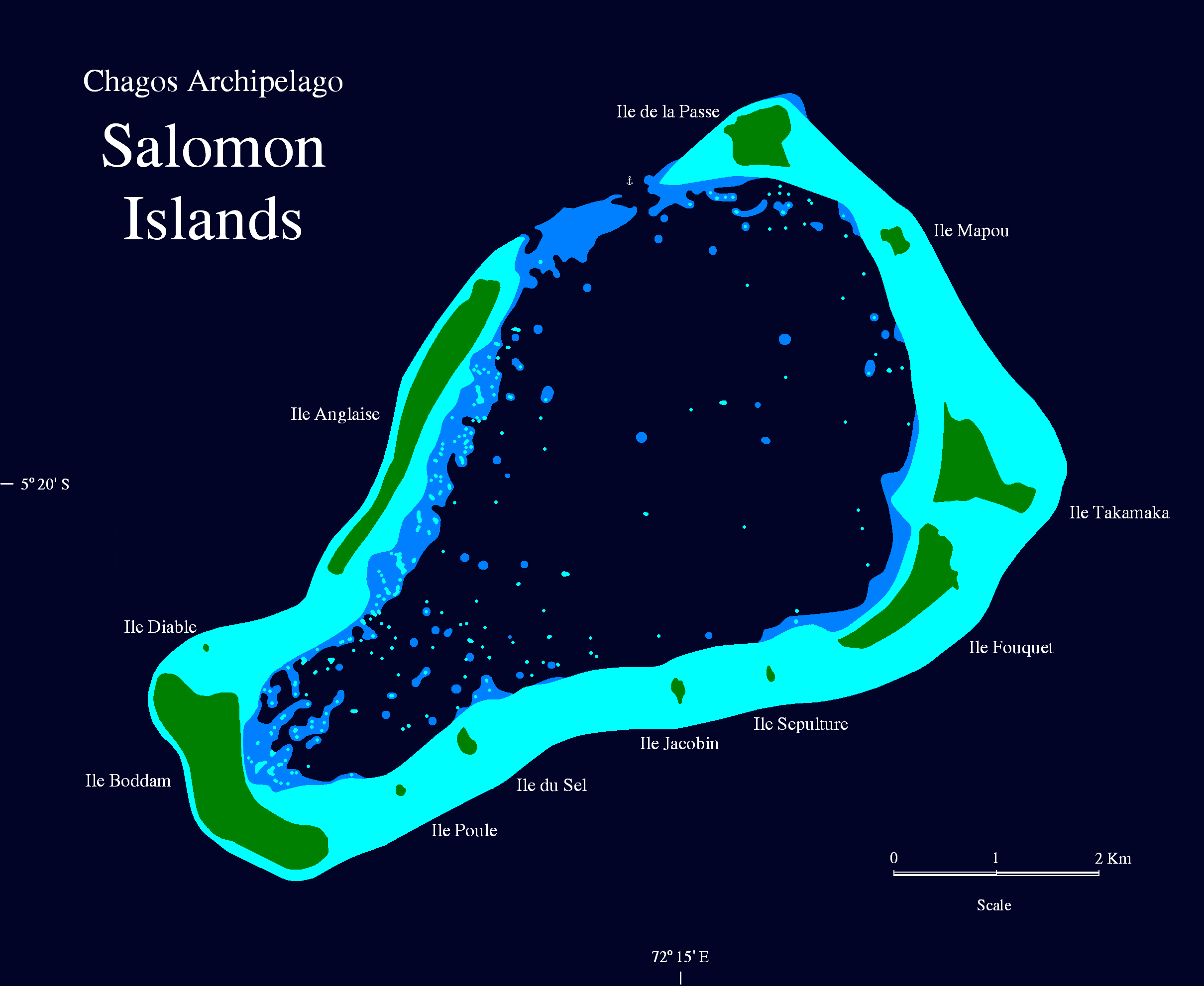

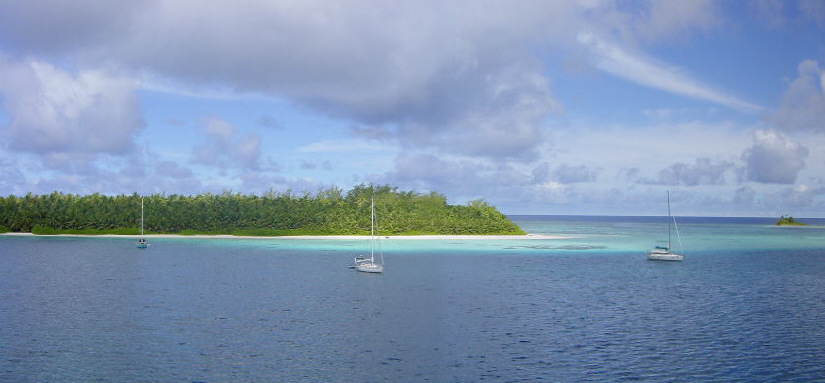

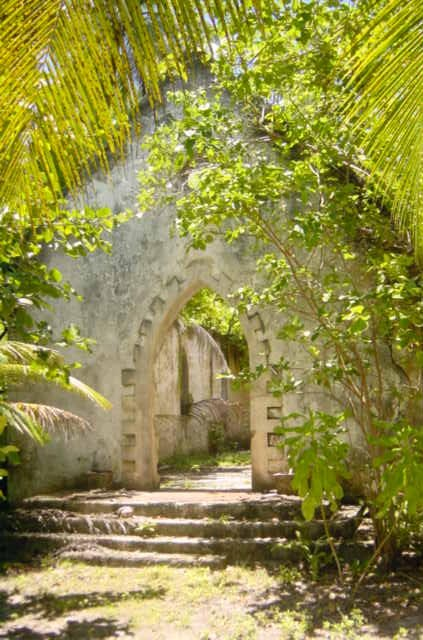

薩洛蒙群島是印度洋的環礁，屬於查戈斯群島的一部分，由英屬印度洋領地負責管轄，由11座島嶼組成，面積3.5平方公里，潟湖面積36平方公里，島上無人居住。

## 外部連結
- Map of Salomon Islands
- Salomon Atoll, Chagos (BIOT) （页面存档备份，存于）
- Chagos Archipelago
- July 26, 2009 - Salomon Atoll, Chagos （页面存档备份，存于）

5°19′00″S 72°15′36″E / 5.31667°S 72.26000°E